# Chimarra recta
Chimarra recta är en nattsländeart som beskrevs av Georg Ulmer 1930. Chimarra recta ingår i släktet Chimarra och familjen stengömmenattsländor. Inga underarter finns listade i Catalogue of Life.